# Buskvallmosläktet
Buskvallmosläktet (Romneya) är ett växtsläkte med två arter i familjen vallmoväxter från sydvästra Nordamerika. Arterna är vanliga i trädgårdar i varmare länder och är tveksamt härdiga i de varmaste delarna av Sverige.
De två närbesläktade arterna bildar kala eller något håriga halvbuskar eller buskar från krypande jordstammar. Växtsaften är klar. Bladen är strödda, blådaggiga, djupt parflikiga till upprepat parflikiga, lavsettlika till äggrunda. Blommorna kommer ensamma och är toppställda. Foderbladen är tre. Kronbladen är sex, vita och skrynkliga. Ståndarna är många och pistillen består av 7-12 frukblad. Frukten är en kapsel.
Släktet är uppkallat efter en irländsk astronom, T. Romney.